# Турн-и-Таксис, Карл Александр
Карл Александр фон Турн-и-Таксис (нем. Karl Alexander von Thurn und Taxis; 22 февраля 1770, Регенсбург — 15 июля 1827, Дишинген, Штутгарт) — 5-й князь Турн-и-Таксис.

## Биография
Карл Александр — сын Карла Ансельма Турн-и-Таксиса и Августы Елизаветы Вюртембергской. Он учился в Страсбургском, Вюрцбургском и Майнцском университетах, затем совершил поездку по Европе. 25 мая 1789 года в Нойштрелице Карл Александр женился на Терезе Мекленбургской, дочери герцога Карла II Мекленбургского и Фридерики Гессен-Дармштадтской.
После смерти отца 13 ноября 1805 года стал номинальным наследным генерал-почтмейстером имперской почты, официально прекратившей своё существование после отречения императора Священной Римской империи Франца II. Впоследствии Карл Александр вёл дела частной почтовой компании, почты Турн-и-Таксис. После Венского конгресса многие небольшие государства обратились к князю Карлу Александру за помощью во организации почтовых услуг. Князь Турн-и-Таксис занимался почтой в Гессене и Тюрингии, в свободных ганзейских городах Бремене, Гамбурге, Любеке и Шаффхаузене. В 1820 году предприятие Турн-и-Таксисов пережило новый расцвет, и Карл Александр уже мог планировать приобретение земель.
После заключения акта Рейнского союза между Наполеоном и европейскими правителями имперское княжество Бухау, появившееся в 1803 году, лишилось суверенитета и было медиатизировано. С этого времени князья Турн-и-Таксис, и Карл Александр в том числе, были подданными короля Вюртемберга или правителя Гогенцоллерн-Зигмарингена.
На Венском конгрессе отношения собственности были переоформлены заново. Дом Турн-и-Таксис благодаря стараниям княгини Терезы вернул в свою владение и пользование почтовые учреждения, за которые ему не были выплачены компенсации. Турн-и-Таксис также получили земли, принадлежавшие аббатству Святого Эммерама в Регенсбурге. Медиатизация сохранила силу, и Турн-и-Таксисы с этого времени считались владетельными князьями, но сохранили право именоваться князьями. В качестве компенсации за утраченные почтовые учреждения в Пруссии Карл Александр, как глава дома Турн-и-Таксис, получил в 1819 году принадлежавшие Пруссии владения в Польше Кротошин в провинции Позен и титул правителей Кротошина. В 1822—1823 годах Карл Александр приобрёл у графов Кинских богемское владение Рихенбург.
Карл Александр являлся вторым гроссмейстером масонской ложи «Растущих у трёх ключей», переименованной в 1805 году в честь него в «Карл у трёх ключей».

## Дети
- Шарлотта Луиза (1790—1790)
- Георг Карл (1792—1795)
- Мария Терезия (1794—1874), замужем за Паулем III Антоном Эстерхази де Галанта
- Луиза Фридерика (1798—1798)
- Мария София Доротея (1800—1870), замужем за герцогом Паулем Вильгельмом Вюртембергским, сыном Евгения Фридриха Генриха Вюртембергского
- Максимилиан Карл (1802—1871), женат на Вильгельмине фон Дёрнберг, затем на Матильде Софии Эттинген-Эттингенской.
- Фридрих Вильгельм (1805—1825)